# Sítio arqueológico de Brejo da Moita
O Sítio arqueológico de Brejo da Moita é uma área onde foram encontrados vários vestígios pré-históricos, na freguesia de Longueira / Almograve, no Município de Odemira, em Portugal.

## Descrição e história
A área do Brejo da Moita encontra-se em ambas as margens da ribeira com o mesmo nome, na faixa costeira a Sul da foz do Rio Mira, perto da localidade de Vila Nova de Milfontes. Nas imediações situa-se a área da Herdade de Vila Formosa, onde também foram descobertos vários vestígios pré-históricos.
Nas escavações arqueológicas de 2013 foram encontrados vários indícios de um ou mais assentamentos humanos no local, provavelmente temporários, que incluíram várias peças e restos de estruturas. O espólio recolhido no local é formado principalmente por elementos líticos, como ferramentas de debitagem, núcleos, e restos de talhe, que apontam uma possível ocupação entre o Mesolítico e o Neolítico antigo. A quase ausência de restos de animais, como conchas, que foram normalmente encontrados noutros pontos, pode ser uma indicação que o local não seria utilizado como ponto de captura de moluscos e peixe, enquanto que a presença de muitas peças de talhe remete para uma possível oficina lítica, que abasteceria as comunidades que passavam por aqui. Com efeito, oferecia as condições ideais para montar aqui uma estrutura deste tipo, já que dispunha de uma abundância de materiais, como grauvaque, quartzo e quartzito. De especial interesse foi a descoberta de uma estrutura negativa, com uma planta em forma aproximada de osso, que é de especial interesse porque esta configuração foi normalmente encontrada em sítios arqueológicos no interior do Baixo Alentejo, na área dos barros de Beja, pelo que pode significar uma ligação intercomunitária entre as duas regiões. No interior desta estrutura foram encontrados os únicos sinais directos de presença de fogo no sítio arqueológico, embora tenham sido descobertos vários termoclastos.
O sítio arqueológico está principalmente dividido em três núcleos, tendo no primeiro, na margem direita da ribeira, sido encontrados vários vestígios de indústrias líticas em quartzo, grauvaque e sílex, e alguns termoclastos, todos integrados no Mesolítico. O segundo, localizado nas falésias a Norte da ribeira, corresponde a um possível povoado do Neolítico antigo, tendo sido encontrados indícios de estruturas de combustão de tipologia empedrada, e calhaus rodados de grandes dimensões, que poderiam ter sido utilizados no fundo de cabanas. Em termos de espólio, foram descobertas conchas de bivalves das famílias Patella e Monodonta, macrolascas em grauvaque e poucas peças de cerâmica, algumas delas com decoração cardial. O terceiro, conhecido como Brejo da Moita 7, encontra-se numa pequena enseada a Norte da ribeira, onde foram descobertos dois pontos de concentração de material lítico, como ferramentas, núcleos de lascas e lamelas, elementos de debitagem, e vestígios de talhe, sendo principalmente compostos por quartzito, quartzo e grauvaque. No local registou-se igualmente a presença de muitos termoclastos e algumas conchas de moluscos marinhos.